# Forças Armadas do Uruguai
As Forças Armadas do Uruguai (Espanhol:Fuerzas Armadas del Uruguay) estão constitucionalmente subordinadas ao presidente por meio do Ministro da Defesa. Sua missão principal é cumprir os requerimentos da defesa nacional, a fim de salvaguardar a soberania, a independência e integridade territorial do país, assim como cuidar dos recursos estratégicos e contribuir para a manutenção da paz no Uruguai.

## Organização
As forças armadas do Uruguai consistem nos seguintes ramos:
- Exército Nacional
- Armada Nacional
- Força Aérea Uruguaia